# 外匯交易平臺
外匯交易平臺為外匯交易者提供了一個可以方便進行交易的即時平臺，通過這個平臺，我們可以查看即時交易價格，并進行買賣。交易者也可以根據需求自定義自己的外匯交易平台。此外，風險管理工具，決策支持工具，外匯新聞，成套的後台管理系統，極具戰略性、友好的界面設計，信息系統等都具有外略性的構思和友好的使用環境，這些都為客戶和合作者提供了使用上的便利。
市佔率穩居首位的外匯交易平台是由俄羅斯Metaquotes 軟體公司所開發的MetaTrader 4 (MT4）平台，並於2010年推出了MetaTrader 5（MT5）平台，但卻不能單純地把MT5看作是MT4的升級版，因為兩者其實有著極大的區別，所以在不管是掛單類型、成交模式或是編程語言等方面，兩平台都別具特色。兩個平台的差異包含標準指標數量，交易品種，時間週期，成交模式等。

## MT4交易平台
MetaTrader 4（页面存档备份，存于）（常縮寫為MT4）是一款由MetaQuotes公司開發的線上交易平台，主要用於外匯交易，同時支援指數、貴金屬、原油及期貨等多種金融產品。該平台面向個人投資者免費提供，允許用戶在其上進行模擬與真實交易。
MT4具備圖形化操作介面，提供一定程度的自訂化功能與技術分析工具，如九種週期圖表、四種掛單類型、MQL4腳本語言、鎖倉功能與多種技術指標。這些功能使使用者能進行基本的市場分析及自動化交易策略設計。
使用者可免費開設模擬帳戶進行操作練習，實際交易時則依交易帳戶類型產生點差、隔夜利息及可能的佣金成本。
2022年9月24日，MetaTrader 4和MetaTrader 5交易平台被蘋果App Store下架，但仍可在Google Play上下載。部分媒體認為此舉與俄羅斯相關制裁有關，因為開發商MetaQuotes總部設於俄羅斯。不過，該公司表示，應用程式被下架是因未符合App Store的審核準則。
2023年3月6日，經過修改後，MT4與MT5重新上架至App Store。